# Lua Ui
Lua Ui (auch: Luaʻui) ist eine unbewohnte Insel in der tonganischen Inselgruppe Vavaʻu.

## Geographie
Lua Ui ist ein kleines Inselchen zwischen ʻEuakafa und Lua Hiapo und Lua Ui Vaha.

## Klima
Das Klima ist tropisch heiß, wird jedoch von ständig wehenden Winden gemäßigt. Ebenso wie die anderen Inseln der Vavaʻu-Gruppe wird Lua Ui gelegentlich von Zyklonen heimgesucht.